# France Cukjati
France Cukjati, slovenski teolog, zdravnik, politik in bivši jezuit, * 15. februar 1943, Šentgotard pri Trojanah, Slovenija.

## Življenjepis
Njegov oče je padel med drugo svetovno vojno kot partizan, leto dni po njegovem rojstvu. Njegova mati, učiteljica, je bila verna katoličanka, zaradi česar so leta 1948 nacionalizirali njihovo trgovino.
Ko je dokončal prvo stopnjo gradbene fakultete, je sprva odslužil enoletni vojaški rok v Vojvodini, nato pa je leta 1964 vstopil v jezuitski red. Po dvoletnemu noviaciatu je nato v Zagrebu dokončal triletni študij filozofije, nato pa v Frankfurtu diplomiral še iz teologije. Zatem se je vrnil v Slovenijo, kjer je bil eno leto kaplan v Mariboru, nato pa po duhovniški posvetitvi pa kot kaplan na Pobrežju, nato pa v Borovnici. Takrat je tudi pričel študirati še medicino, nakar je izstopil iz jezuitskega reda. Študij medicine je dokončal leta 1978 v Ljubljani.
Najprej se je zaposlil v obratni ambulanti v Litostroju (Šiška), nato pa v Iskrini ambulanti v Stegnah). Leta 1991 je postal direktor zdravstvenega doma na Vrhniki, tri leta pozneje pa je dobil koncesijo za zdravnika zasebnika. Aktivno je sodeloval tudi pri ustanavljanju zdravniške zbornice in bil štiri leta njen generalni sekretar.
V obdobju Bajukove vlade ga je Andrej Bručan, takratni minister za zdravstvo, imenoval za državnega sekretarja za osnovno zdravstvo. Na parlamentarnih volitvah leta 2000 je bil na listi Janševe SDS izvoljen za poslanca v Državnem zboru, dve leti kasneje pa je postal vodja poslanske skupine SDS. Bil je med pobudniki referenduma o zakonu o oploditvi z biomedicinsko pomočjo.
V Državni zbor Republike Slovenije je bil izvoljen tudi leta 2004, ravno tako na listi tokrat zmagovite SDS. Na ustanovni seji, 22. oktobra, je bil s skoraj dvotretjinsko podporo izvoljen za predsednika Državnega zbora.
Je poročen, ima štiri sinove in štirinajst vnukov.